# Мелазма
Мелазма — нарушение пигментации кожи, имеющее доброкачественный характер.
Меланиновые дисхромии кожи, — меланозы (термин, принятый в международной практике и признанный ВОЗ) — характеризуются усилением (гиперхромией, или гиперпигментацией), ослаблением (гипохромией, или гипопигментацией) или полным отсутствием (ахромией, или депигментацией) окраски кожи, возникшими вследствие дисфункции образования меланина дермальными меланоцитами. Обнаружены внешние и внутренние причины развития мелазмы. К внутренним относят генетическую предрасположенность к появлению пятен мелазмы, к внешним — избыточное солнечное излучение, которое и становится непосредственным катализатором развития участков апигментации или гиперпигментации. При возникновении дерматоза важную роль играет также использование фотосенсибилизирующих средств, входящих в состав наружных косметических препаратов, а также прием внутрь некоторых фотосенсибилизаторов. Кроме того, у беременных, у принимающих гормональные препараты или же контрацептивы и страдающих различными заболеваниями желудочно-кишечного тракта могут появляться мелазматические пятна.
Существует дермальная, эпидермальная и смешанная форма гипермеланизации. Эпидермальная форма устраняется путем обработки специальными химическими реагентами: салициловой кислотой; гидроксикислотами — гликолевой, молочной; топическими ретиноидами — третиноином. Мелазма поддается лечению с помощью лазерного пилинга, а также способом фотоомоложения.